# Conte St Aldwyn
Conte St Aldwyn è un titolo nobiliare inglese nella Parìa del Regno Unito.

## Storia

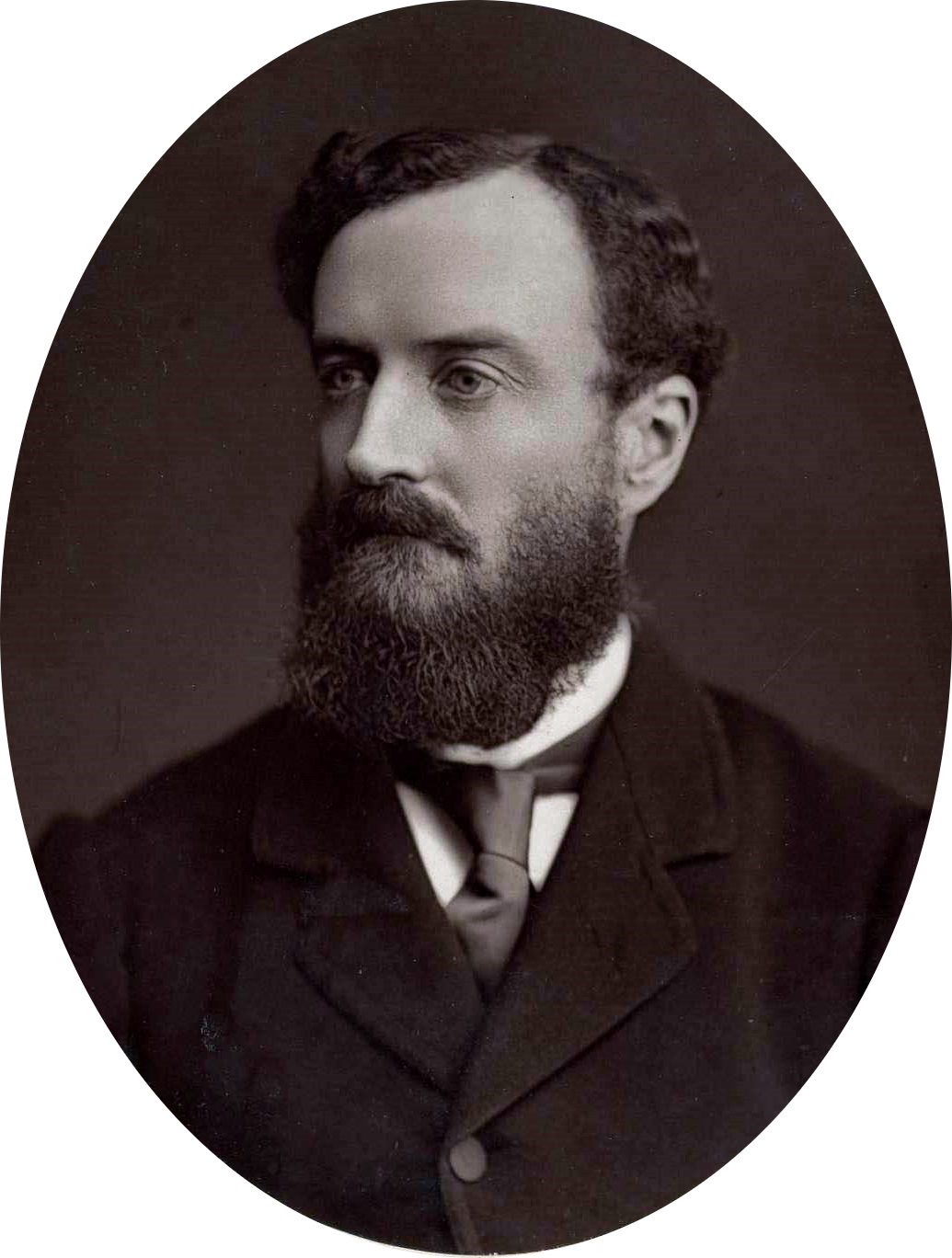
Michael Hicks Beach, I conte St Aldwyn.

Il titolo venne creato nel 1915 per il noto politico conservatore Michael Hicks Beach, I visconte St Aldwyn, noto dal 1854 al 1907 come sir Michael Hicks Beach, IX baronetto, di Beverston. Questi fu Cancelliere dello Scacchiere dal 1885 al 1886 e nuovamente dal 1895 al 1902. Hicks Beach era già stato creato Visconte St Aldwyn, di Coln St Aldwyn nella contea di Gloucester, nel 1906, e venne creato Visconte Quenington, di Quenington nella contea di Gloucester, nel contempo in cui ricevette la contea. Entrambi i titoli vennero creati nella Parìa del Regno Unito. Questi venne succeduto da suo nipote, il II conte, figlio di Michael Hicks Beach, visconte Quenington, membro del parlamento per Tewkesbury, il quale rimase ucciso sul campo nel 1916. Lord St Aldwyn fu inoltre un politico conservatore e fu Captain of the Honourable Corps of Gentlemen-at-Arms dal 1958, nel 1964, nel 1970 e nel 1974. Attualmente i titoli sono passati al suo primogenito, il III conte, succeduto al padre nel 1992.
La famiglia Hicks, poi Hicks Beach, discendono da Robert Hicks, mercante tessile di Londra. Suo figlio terzogenito Baptist Hicks venne creato visconte Campden nel 1628 ed è quindi antenato anche dei conti di Gainsborough. Il figlio primogenito di Robert Hicks, Sir Michael Hicks, fu segretario privato di William Cecil, I barone Burghley. L'unico suo figlio William Hicks venne creato baronetto, di Beverston nella contea di Gloucester, nel Baronettaggio d'Inghilterra nel 1619. Successivamente rappresentò Marlow e Tewkesbury alla camera dei comuni. La linea del primogenito, il II baronetto, si estinse nel 1768 con la morte del nipote di quest'ultimo, il IV baronetto, e questi venne quindi succeduto da suo cugino, il V baronetto. Questi era uno dei figli di Charles Hicks.
Alla sua morte nel 1792 questa linea della famiglia si estinse ed il titolo passò a suo cugino, il VI baronetto. Questi era figlio di Howe Hicks e venne succeduto da suo figlio, il VII baronetto. Quando anche questi morì nel 1834, il titolo venne ereditato da suo pronipote, l'VIII baronetto. Questi era nipote di Michael Hicks Beach, fratello minore del VII baronetto, che già aveva assunto il cognome di Beach al momento del suo matrimonio con Henrietta Maria Beach, unica figlia sopravvissuta ed erede di William Beach di Netheravon. Hicks Beach rappresentò per breve tempo la costituente di Gloucestershire East al parlamento nel 1854. Venne succeduto da suo figlio, il già menzionato IX baronetto, che venne elevato nella parìa come Visconte St Aldwyn nel 1906 e venne creato Conte St Aldwyn nel 1915.
La sede della famiglia è Williamstrip House, a Coln St Aldwyn, presso Fairford, nel Gloucestershire.

## Baronetti Hicks, poi Hicks Beach, di Beverston (1619)
- Sir William Hicks, I baronetto (1596–1680)
- Sir William Hicks, II baronetto (1629–1703)
- Sir Henry Hicks, III baronetto (1666–1755)
- Sir Robert Hicks, IV baronetto (m. 1768)
- Sir John Baptist Hicks, V baronetto (m. 1792)
- Sir Howe Hicks, VI baronetto (1722–1801)
- Sir William Hicks, VII baronetto (1754–1834)
- Sir Michael Hicks Hicks Beach, VIII baronetto (1809–1854)
- Sir Michael Edward Hicks Beach, IX baronetto (1837–1916) (creato Visconte St Aldwyn nel 1906 e Conte St Aldwyn nel 1915)

## Conti St Aldwyn (1915)
- Michael Edward Hicks Beach, I conte St Aldwyn (1837–1916)
  - Michael Hugh Hicks Beach, visconte Quenington (1877–1916)
- Michael John Hicks Beach, II conte St Aldwyn (1912–1992)
- Michael Henry Hicks Beach, III conte St Aldwyn (n. 1950)

L'erede presunto è il fratello minore dell'attuale detentore del titolo, David Seymour Hicks Beach (n. 1955).